# 장유경
장유경(1983년 3월 8일 ~)은 대한민국의 미스코리아이다.

## 프로필
- 출생 1983년 3월 8일
- 신체 173cm, 54kg
- 학력 연세대학교 생물학과 학사